# Limbo (Fernsehserie)
Limbo ist eine argentinisch-spanische Dramaserie, die von Pampa Films, Gloriamundi Producciones und Star Original Productions für die Walt Disney Company umgesetzt wurde. Die Uraufführung der ersten beiden Folgen fand am 9. Oktober 2021 auf dem Internationalen Serienfestival in Cannes statt. In Argentinien fand die Premiere der Serie als Original am 28. September 2022 auf Star+ statt. Im deutschsprachigen Raum erfolgte die Erstveröffentlichung der Serie am 23. November 2022 durch Disney+ via Star als Original.
Im Oktober 2021 wurde die Serie um eine zweite Staffel verlängert.

## Handlung
Sofía Castelló ist 28 und eine Frau aus reichem Hause, die alles zu haben scheint: einen glamourösen Lebensstil, viele Follower in den sozialen Netzwerken und eine Familie, die ihr jeden Wunsch erfüllt. Hinter dieser Fassade verbirgt sich jedoch eine junge Frau, die mit ihren inneren Dämonen zu kämpfen hat. Sofía lebt seit fünfzehn Jahren alleine im Exil in Madrid und leidet unter den Traumata ihrer Vergangenheit. Sie hat sich weitestgehend von ihrer wohlhabenden und einflussreichen Familie in Argentinien, die ein großes Kosmetikunternehmen besitzt, abgesondert. Doch als ihr Vater und Patriarch der Familie verstirbt, ist Sofía gezwungen nach all den Jahren in ihren Geburtsort Buenos Aires zurückzukehren. Dort angekommen muss sich Sofía mit einem äußert komplizierten Erbe und mit der vorbelasteten Beziehung zu ihren Brüdern auseinandersetzen, was zugleich alte Wunden aufreißt und ein dunkles Kapital in ihren Leben wieder hervorholt. Sofía begibt sich auf eine Reise voller Hindernisse und tiefgreifender Enthüllungen, auf welcher sie die Geschehnisse der Vergangenheit aufarbeitet, lang gehütete Geheimnisse aufdeckt und herausfindet, wer sie ist.

## Produktion
Ende Oktober 2020 wurde bekannt, dass die Walt Disney Company eine Dramaserie unter dem Titel Limbo produzieren lässt, die von Pampa Films umgesetzt wird. Im selben Monat wurde berichtet, dass für die Drehbücher Javier Van de Couter verantwortlich ist, die auf den von Mariano Cohn und Gastón Duprat ausgearbeiteten Figuren basieren. Später wurde bekannt, dass Cohn und Duprat beide zusätzlich die Leitung des Produktionsbereichs innehaben. Im Dezember 2020 verriet Schauspieler Mike Amigorena in einem Interview, dass die Serie aus 10 Folgen bestehen würde. Im März 2021 wurde bekanntgegeben, dass die Serie in Lateinamerika durch den eigenständigen Disney-Streamingdienst Star+ veröffentlicht wird, der sich an eine jugendliche und erwachsene Zielgruppe richtet. Im Oktober 2021 wurde die Serie im Rahmen des Internationalen Serienfestivals in Cannes um eine zweite Staffel verlängert.
Im September 2020 wurde berichtet, dass der Schauspieler Mike Amigorena eine Hauptrolle in der Serie übernehmen wird. Im Oktober 2020 wurden die spanische Schauspielerin Clara Lago und der Argentinier Esteban Pérez als weitere Hauptdarsteller bestätigt. Im November 2020 folgte die Meldung, dass die Schauspieler Mex Urtizberea und Andrés Gil in der Serie mitwirken. Im Dezember 2020 wurden die Schauspielerin Andrea Frigerio und der Schauspieler Enrique Piñeyro als weitere Hauptdarsteller vermeldet, und Schauspieler Claudio da Passano verriet in einem Interview, dass er ebenfalls in der Serie zu sehen sein wird.
Die Dreharbeiten zur ersten Staffel begannen im November 2020 in Argentinien und fanden in Buenos Aires und Umgebung statt. Später verlagerten sich die Dreharbeiten für Staffel 1 nach Spanien, die ihren Abschluss im März 2021 in Madrid fanden.

## Besetzung und Synchronisation
Die deutschsprachige Synchronisation entstand nach den Dialogbüchern von Robert Kotulla, Felix Strüven, Claudia Heuer, Katharina Lukschy und Ingo Tuletz sowie unter der Dialogregie von Robert Kotulla durch die Synchronfirma Studio Hamburg Synchron in Hamburg.

### Hauptdarsteller
| Rolle                | Schauspieler    | Synchronsprecher  |
| -------------------- | --------------- | ----------------- |
| Sofía „Sou“ Castelló | Clara Lago      | Julia Casper      |
| Ignacio Castelló     | Mike Amigorena  | Sascha Draeger    |
| Andrés Castelló      | Esteban Pérez   | Patrick Stamme    |
| Francisco Castelló   | Enrique Piñeyro | Kai Henrik Möller |
| Estefanía Thierreux  | Rebeca Roldán   | Jenny Maria Meyer |
| Perla                | Geena Román     | Nadine Wöbs       |
| Marco                | Andrés Gil      | Alexander Merbeth |
| Martín               | Michel Noher    | Jesse Grimm       |
| Lucrecia Aiz         | Andrea Frigerio | Ela Nitzsche      |

### Nebendarsteller
| Rolle                         | Schauspieler       | Synchronsprecher      |
| ----------------------------- | ------------------ | --------------------- |
| Sofía „Sou“ Castelló (mit 12) | Azul Dattas        | Charlotte Martz       |
| Ignacio Castelló (jung)       | Alan Madanes       | Janek Schächter       |
| Andrés Castelló (jung)        | Juan Cottet        | Flemming Stein        |
| Soledad                       | Olivia Viggiano    | Runa Pernoda Schaefer |
| Antonio García                | Claudio da Passano | Achim Schülke         |
| Marito                        | Carlos Cano        | Johannes Semm         |

### Gastdarsteller
| Rolle       | Schauspieler        | Synchronsprecher      |
| ----------- | ------------------- | --------------------- |
| Delfina     | Alexia Moyano       | Kristina von Weltzien |
| Ania        | Melania Lenoir      | Katharina von Keller  |
| Laura       | Belén Blanco        | Céline Fontanges      |
| Pedro Costa | Léo Kildare Louback | Daniel Schütter       |

## Episodenliste

### Staffel 1
| Nr. (ges.) | Nr. (St.) | Deutscher Titel | Originaltitel | Erstveröffentlichung (Argentinien) | Deutschsprachige Erstveröffentlichung (D/A/CH) |
| ---------- | --------- | --------------- | ------------- | ---------------------------------- | ---------------------------------------------- |
| 1          | 1         | Volver          | Volver        | 28. Sep. 2022                      | 23. Nov. 2022                                  |
| 2          | 2         | Closing         | Closing       | 28. Sep. 2022                      | 23. Nov. 2022                                  |
| 3          | 3         | Aiz             | Aiz           | 28. Sep. 2022                      | 23. Nov. 2022                                  |
| 4          | 4         | Sou Sou         | Sou sou       | 28. Sep. 2022                      | 23. Nov. 2022                                  |
| 5          | 5         | Madrid          | Madrid        | 28. Sep. 2022                      | 23. Nov. 2022                                  |
| 6          | 6         | Resurreccion    | Resurrección  | 28. Sep. 2022                      | 23. Nov. 2022                                  |
| 7          | 7         | Comunidad       | Comunidad     | 28. Sep. 2022                      | 23. Nov. 2022                                  |
| 8          | 8         | Identidad       | Identidad     | 28. Sep. 2022                      | 23. Nov. 2022                                  |
| 9          | 9         | Billonaria      | Billonaria    | 28. Sep. 2022                      | 23. Nov. 2022                                  |
| 10         | 10        | Despues         | Después       | 28. Sep. 2022                      | 23. Nov. 2022                                  |

### Staffel 2
| Nr. (ges.) | Nr. (St.) | Deutscher Titel | Originaltitel | Erstveröffentlichung (Argentinien) | Deutschsprachige Erstveröffentlichung (D/A/CH) |
| ---------- | --------- | --------------- | ------------- | ---------------------------------- | ---------------------------------------------- |
| 11         | 1         | —               | —             | —                                  | —                                              |